# 大神宮 (桜川市)
大神宮（だいじんぐう）は、茨城県桜川市岩瀬西区に所在する神社である。

## 概要

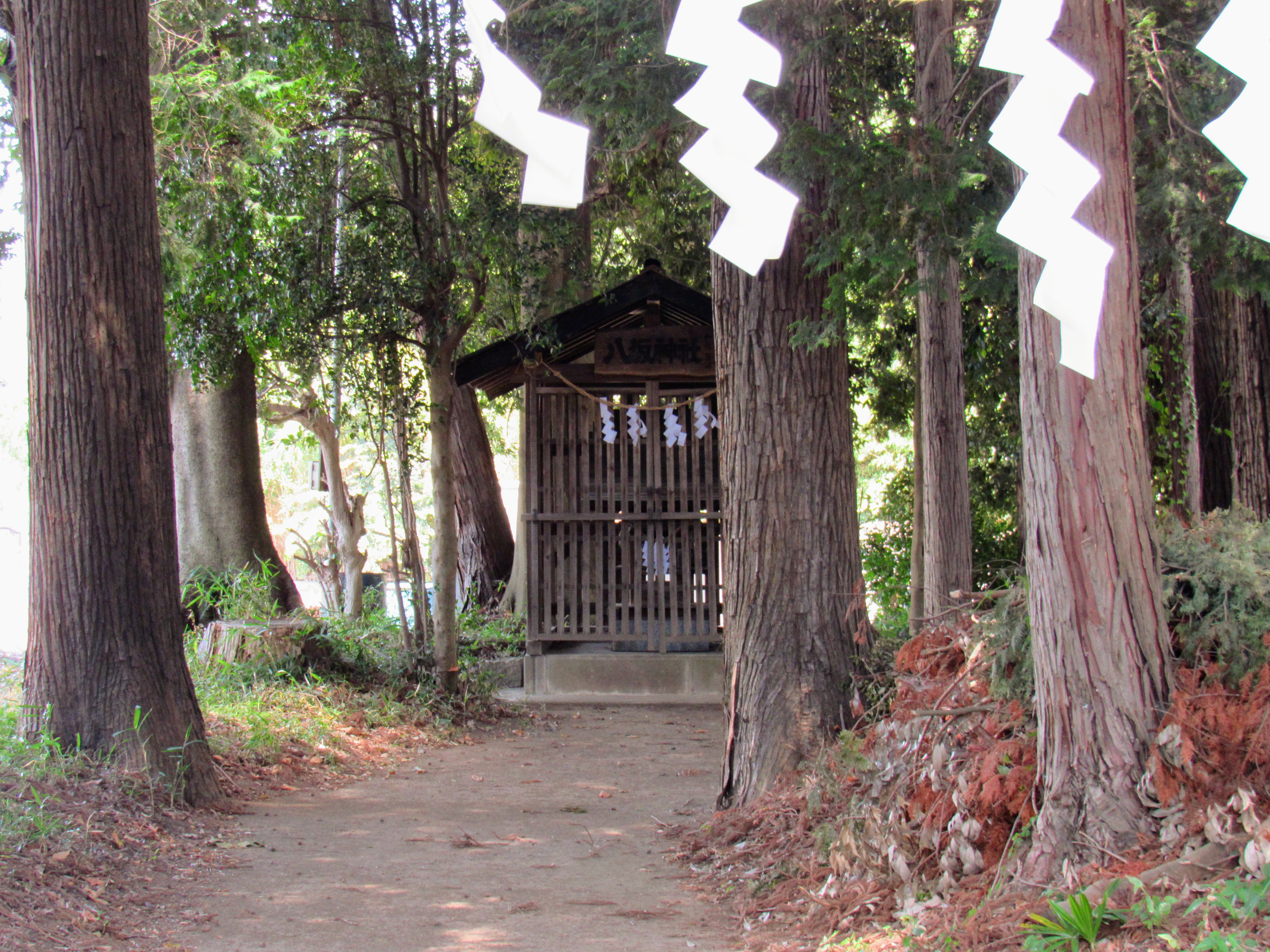
八坂神社

この大神宮は西新田村の村社となっている。境内社として八坂神社が祀られている。

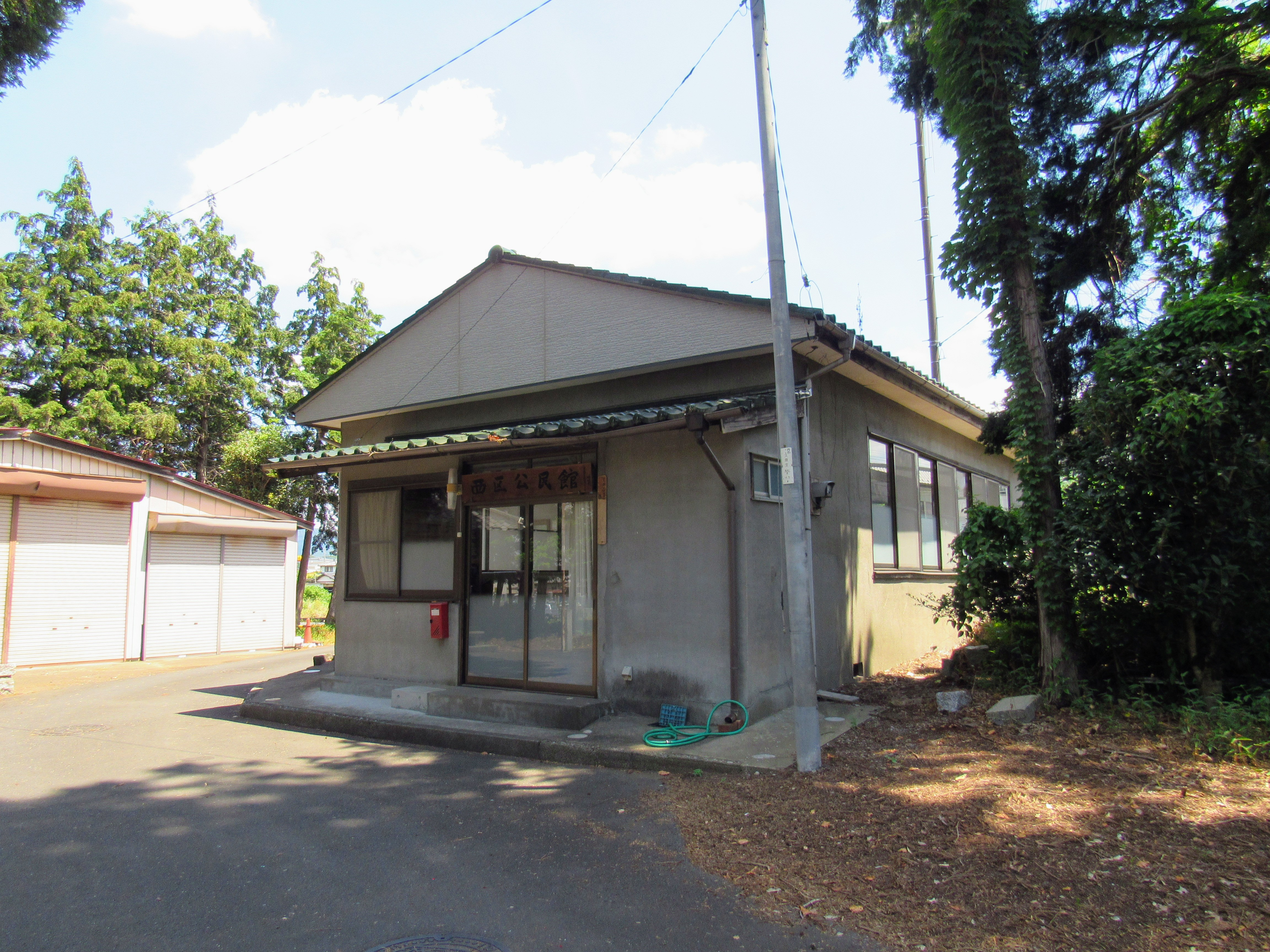
公民館

西区公民館が隣接する。

## アクセス
- 岩瀬駅より徒歩10分